# Scafati
Scafati è un comune italiano di 47 689 abitanti della provincia di Salerno in Campania.
Di fatto inglobato nella conurbazione napoletana, costituisce un unico agglomerato urbano con i comuni limitrofi di Pompei e Castellammare di Stabia. Questa vicinanza con l'immediato hinterland partenopeo lo rende legato ad esso anche dal punto di vista sociale e culturale, nonostante faccia parte della Provincia di Salerno.

## Geografia fisica

### Territorio
Prima città dell'Agro nocerino-sarnese per numero di abitanti. La sua superficie pianeggiante è ubicata alle pendici del Vesuvio ed è attraversata dal fiume Sarno, che separa in due zone distinte il popoloso centro urbano. Fa inoltre parte dell'area denominata Valle del Sarno in quanto situata nella vasta piana del fiume Sarno, tra i poli urbani di Napoli e Salerno e presenta una buona accessibilità dall’esterno.

Il centro abitato di Scafati si trova ad una'altitudine di 12 metri sul livello del mare: l'altezza massima raggiunta nel territorio comunale è di 34 metri s.l.m., mentre la quota minima è di 6 metri. s.l.m.
- Classificazione sismica: zona 2 (sismicità media), Ordinanza PCM. 3274 del 20/03/2003.

### Clima
A Scafati si riscontra un clima mite, caldo e temperato. La vicinanza del mare fa sì che vi sia un clima mediterraneo tipico del meridione italiano. Il tasso di umidità è abbastanza elevato, soprattutto in estate dove la temperatura percepita, in passato, ha raggiunto anche i 45°.

L'inverno ha molta più piovosità dell'estate. In accordo con la classificazione dei climi di Köppen e Geiger il clima è stato classificato come Cs-a (Cs: climi temperati con estate secca, a: temperatura media del mese più caldo superiore a 22 °C). La temperatura media annuale di Scafati è 16.0 °C.

La piovosità media annuale è di 1143 mm. Il mese più secco è Luglio con 18 mm mentre con una media di 190 mm il mese di Novembre è quello con maggior pioggia.

L'umidità relativa più alta si misura a Novembre (77.06 %). Il più basso ad Agosto (66.50 %). Dicembre (giorni: 13.73) ha in media i giorni più piovosi al mese. Il minor numero di giorni di pioggia si registra ad Luglio (giorni: 3.40 days).
| Scafati            | Mesi | Mesi | Mesi | Mesi | Mesi | Mesi | Mesi | Mesi | Mesi | Mesi | Mesi | Mesi | Stagioni | Stagioni | Stagioni | Stagioni | Anno |
| Scafati            | Gen  | Feb  | Mar  | Apr  | Mag  | Giu  | Lug  | Ago  | Set  | Ott  | Nov  | Dic  | Inv      | Pri      | Est      | Aut      | Anno |
| ------------------ | ---- | ---- | ---- | ---- | ---- | ---- | ---- | ---- | ---- | ---- | ---- | ---- | -------- | -------- | -------- | -------- | ---- |
| T. max. media (°C) | 13,1 | 13,6 | 16,1 | 19,4 | 23,2 | 27,3 | 29,8 | 29,8 | 26,8 | 22,8 | 18,1 | 14,8 | 13,8     | 19,6     | 29,0     | 22,6     | 21,2 |
| T. min. media (°C) | 5,4  | 5,6  | 7,5  | 9,8  | 13,0 | 16,8 | 18,6 | 18,6 | 16,7 | 13,5 | 9,9  | 7,2  | 6,1      | 10,1     | 18,0     | 13,4     | 11,9 |

## Origini del nome
Il toponimo Scafati si dice derivi dal termine scafa, ossia "battello fluviale", che a sua volta deriva dal latino scapha. Tali mezzi, chiamati poi lontri, simili alle gondole, ma con fondo piatto, erano fondamentali mezzi per la navigazione del fiume Sarno. Ed è proprio per questa ragione, ma anche per il fatto che i palazzi del centro si affacciano pittorescamente sul fiume, che la città di Scafati era un tempo indicata con il nome di Piccola Venezia.
Secondo altre fonti, la città, come spesso accadde a località sorte sulle rive di un corso d'acqua, prese il nome da Scaphatum, cioè da quello che una volta assumeva il fiume Sarno nell'attraversare il territorio dell'odierna Scafati; forse perché in quel tratto le sue acque diventavano sensibilmente più calde (nap. scarfato, ‘riscaldato’). La città, chiamata sino al Settecento perlopiù col suo nome italiano volgare di Scafatta (infatti in castigliano era Scaphata), vedrà poi nell'Ottocento prevalere definitivamente quello suo latino originario di Scafati, o meglio di ciò che resta di vicus Scaphati (‘il borgo del fiume Scafato’). Ecco infatti quanto per esempio si legge in un'antica cronaca della guerra che, a partire dal 1132, Ruggiero II di Sicilia mosse in Campania contro il conte Rainulfo d'Alife e Roberto di Capua, potenti feudatari normanni che non lo volevano accettare come loro nuovo re:
… Cum ergo ad fluvium Sarni, ubi Scaphatum dicitur, pervenissent…
… Deinde turris, quae erat in praefato flumine, quod Scaphatum dicitur, continuo turricolis…
 … Quam ob rem comes Ranulphus, non pauco costipatus numero galearum, ad praememoratum Scaphatum pergit…
Fonte: Alexandri abbatis telesini, Rogerii Siciliae regis rerum gestarum libri quatuor in Giovambattista Carusio, Bibliotheca historica Regni Siciliae sive historicorum etc.  Tomo I, libro II, pp. 272, 279. Palermo, 1723.

## Storia

### Età Antica
Non si ha notizia della presenza di un insediamento umano, nell'odierna Scafati, durante la prima età del ferro (IX-VII sec. a.C.); in base ad alcuni scavi eseguiti nella valle in epoche diverse si ha motivo di ritenere che la popolazione del protostorico, nel corso del proprio dislocamento lungo il Sarno, non s'insediò nell'area che oggi appartiene al comune di Scafati, benché una citazione dell'Eneide identifichi i "sarastra" come abitanti dell'odierna Scafati. La ragione è da ricercarsi nel fatto che il primo nucleo abitativo di Pompei era stato fondato da genti osche dedite al commercio più che all'agricoltura. Il fiume Sarno era il naturale tratto d'unione fra la costa campana e il suo entroterra; su esso, già dai tempi della civiltà osca, correvano le imbarcazioni mercantili. I primi segni di attività economica nel territorio di Scafati si ebbero sul fiume prima che nei campi. Due avvenimenti politici segnarono l'estendersi dell'agricoltura verso Scafati: il primo fu conseguenza della politica commerciale di Napoli che orientò le proprie attività verso il retroterra vesuviano, il secondo va collegato a un fenomeno di riversamento dei sanniti più poveri delle montagne verso zone rimaste scoperte. Durante le guerre sannitiche Roma legò Nocera ai suoi interessi economici e militari mediante un patto federale, grazie al quale il territorio della confederazione nocerina sarebbe rimasto esente da ogni influenza di legislazione romana, insomma, in piena autonomia economica e amministrativa.

#### Eruzione 79 d.C.
Il territorio pompeiano continuò a godere dei benefici della feracità del suolo e la popolazione a fruire delle conseguenze degli intensi scambi commerciali con le altre regioni italiche, finché il terremoto del 62 e l'eruzione del 79 vennero a turbare una vita fondata sul lavoro e sull'agiatezza. Nella storiografia locale, tutta la campagna dell'Ager Nucerinus viene associata alla stessa sorte delle campagne pompeiane, ma in realtà le cose dovettero andare in altro modo. Infatti i ritrovamenti nella zona dimostrano che essa costituì una via di scampo, dove, chi era riuscito a salvarsi ha potuto rifarsi una vita.

### Medioevo
Quindi la vita economica riprese a dispetto di ogni difficoltà, e la produttività agricola crebbe al punto di destare le mire dei duchi napoletani a partire dal VI secolo. La valle continuò a gravitare nell'area bizantina, finché, nel 601, Arechi, duca di Benevento, l'occupò dopo feroci devastazioni. Nel 652 Sarno passava sotto la dominazione longobarda. Il corso del fiume Sarno cessò di essere la linea di delimitazione tra i due principati. Fu così che il territorio di Scafati rimase ancora assegnato al Ducato di Napoli, ma la separazione fra i due stati non garantiva una pace sicura alle popolazioni poste lungo la linea di confine. Infatti, alcuni mutamenti politici portarono alla ridefinizione dell'assetto territoriale e dall'anno 848 il territorio di Scafati entrò a far parte della valle del Sarno, passando dalla dominazione bizantina a quella longobarda del principato di Salerno. Nel 1140 Ruggiero II divenne re di Sicilia e di Puglia. Ciò portò sicurezza nelle campagne, perché determinò la cessazione delle furibonde guerre combattute fra i conti e i principi. Il Catalogus baronum riporta notizia di un Signore a Lettere e di un altro a Nocera, e nulla più. L'assenza di altri baroni nella valle conferma l'ipotesi della demanialità della zona, che era sottoposta a particolare amministrazione per ciò che concerneva il rendimento dei terreni e la loro concessione, ma a nessuna soggezione politica. Quando quella terra si avviò a ridiventare coltivabile e una popolazione iniziò a fermarsi per lavorarla e abitarvi, fu donata a Riccardo Filangieri.
Estintasi la famiglia Filangieri, la terra di Scafati ritornò al regio demanio e segnatamente alla corona angioina. La nuova situazione non fu certo migliore: alla tolleranza degli Svevi si sostituì un'ostinata e crudele intransigenza che impedì all'Italia meridionale e alla Sicilia di raggiungere lo splendore che aveva cominciato ad annunciarsi sotto la caduta dominazione. La presenza di una monarchia stabile a Napoli, però, determinò miglioramenti nelle condizioni di vita nella città e un nuovo e più intenso rapporto con la vicina campagna. L'agro nocerino sarnese, si trovò così investito di più larghe e frequenti richieste di vettovagliamento, il che dette impulso allo sviluppo e all'incremento dell'agricoltura. Nel 1284, Carlo II d'Angiò concesse la terra di Scafati al monastero di S. Maria di Realvalle come un feudo nobile. L'abbazia tenne il feudo sino ad alcuni anni prima del 1355, quando la regina Giovanna I lo concesse al Gran Siniscalco del Regno, Niccolò Acciaiuoli. Da qui il feudo tornò nuovamente nelle mani dell'abbazia alla quale fu tolto definitivamente nel 1464 per donazione fattane da papa Pio II a suo nipote Antonio Piccolomini, liberatore della terra scafatese. Con quest'ultimo passaggio si chiuse la lunga serie di infeudazioni cui fu esposta la terra di Scafati.

### Età moderna
Intorno all'anno 1532 si verificarono alcuni fattori favorevoli al miglioramento dell'economia agricola: ai terreni vulcanici fertilissimi, si aggiunsero quelli ricavati dalla riduzione dell'area boschiva, rendendo così possibile l'estendersi dell'area messa a coltura; furono impiantati opifici e mulini feudali in località Bottaro e fu aperta la strada regia, lungo la quale si intensificò il traffico commerciale. Erano i segni della nuova mentalità rinascimentale e dell'influenza economica e finanziaria della scoperta dell'America, seguita dal rialzo dei prezzi e dalla rivalutazione dei terreni. Scafati ne fu direttamente investita e così il suo territorio assunse un'importanza mai avvertita prima che la posizionò al centro dei commerci e dei transiti nella valle del Sarno, nel momento in cui i traffici si incrementavano e il passaggio delle merci sul fiume avvertiva un proficuo sviluppo. Questa situazione di benessere richiamò, sul posto più vicino al fiume, nuova gente, e avrebbe di lì a poco dato inizio a una floridezza economica senza precedenti, se il signore di Scafati non avesse modificato l'alveo del fiume, causando il disastroso impaludamento di buona parte dei terreni. Connessa all'incremento demografico ed economico fu l'estensione dell'insediamento urbano. Il centro storico, che ancora oggi viene chiamato Vitrare, cominciò invece a sorgere e a svilupparsi nella seconda metà del XVIII secolo. Infatti il fiscalismo spagnolo, la degradazione ecologica della valle da Scafati a Sarno, il calo della popolazione e le epidemie del secolo, non poterono certo incoraggiare uno sviluppo urbanistico.
Nel biennio 1647-48 la valle fu teatro della guerra fra le forze popolari e quelle baronali come riflesso immediato della rivolta di Masaniello, scoppiata pochi mesi prima a Napoli. La sua caduta in mano alle forze baronali segnò l'inizio di un triste periodo di sottomissione alla volontà dei baroni. Un secolo e mezzo dopo, l'ideale rivoluzionario della repubblica partenopea, nell'Agro e a Scafati in particolare, ebbe vita brevissima. Le classi intellettuali rimasero indifferenti o volutamente estranee al movimento delle idee e non si lasciarono travolgere dai fatti. In questa zona la repubblica fu una ventata insignificante che non vide più rivivere l'ardore e il coraggio testimoniati dall'aspra guerra contadina del tempo di Masaniello.
Scafati venne travolta nel 1707 dalla caduta abbondante di piroclasti del Vesuvio insieme ai comuni di Striano, Torre del Greco e Boscotrecase. Danni alle coltivazioni, centinaia di feriti.

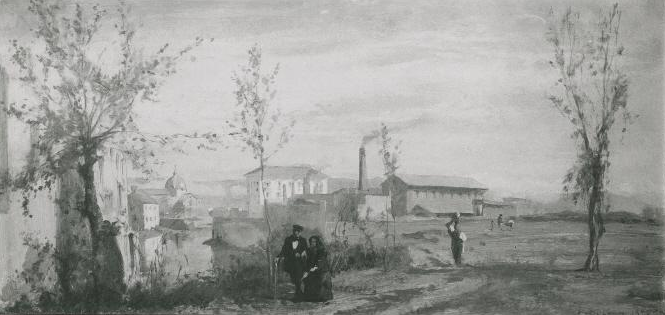
Le manifatture tessili Meyer a Scafati, 1855

Fu importante centro industriale tessile e dell'armeria sotto il Regno delle Due Sicilie. Infatti, l'allora re Ferdinando II istituì un polverificio e realizzò un'opera di rettifica del basso corso del fiume Sarno per il trasporto delle polveri da sparo dall'opificio verso il mare, intervento che risolse anche diversi problemi per la popolazione legati alle continue esondazioni del fiume. Inoltre, sempre sotto la reggenza di Ferdinando II, fu costruito uno scalo ferroviario sulla storica linea Napoli - Portici, la prima ferrovia d'Italia, quando questa fu allungata fino a Nocera Inferiore.

### Età contemporanea
Il 29 marzo 1928 la frazione "Valle di Pompei" fino ad allora facente parte di Scafati, venne scorporata e insieme ad altre porzioni di territori cedute da altri quattro comuni, divennero comune autonomo, e in cambio Scafati "ricevette" la frazione di Bagni dalla cittadina confinante, Angri.

#### Seconda guerra mondiale
Durante la seconda guerra mondiale, in Italia molte piccole città non furono toccate dal conflitto. La città di Scafati era una di queste, finché un giorno una pattuglia britannica e una tedesca si scontrano nelle sue strade. In quel periodo Scafati era una città di 15 000 abitanti circa. Come oggi (2014) c'era il ponte di pietra che attraversa il fiume Sarno che divide la città in due. In periferia c'erano molte piccole masserie dalle quali dipendeva l'economia della cittadina.
Scafati quindi di per sé era un posto tranquillo, ma siccome si trovava sulla strada principale per Napoli, nei suoi vicoli stretti e tortuosi, i tedeschi avevano deciso di ritardare l'avanzata delle unità corazzate britanniche che erano penetrate attraverso le montagne a nord di Salerno. Verso le 11:00 del 28 settembre 1943, le pattuglie blindate inglesi si avvicinarono alla cittadina, muovendosi con cautela, attraverso le campagne. A sud della città furono fermate da alcuni abitanti alquanto esaltati, facenti parte del primo gruppo armato di resistenza del meridione d'Italia, denominato Gruppo 28 Settembre: alcuni portavano fucili e indossavano bracciali con sopra cucite delle croci rosse. Altri possedevano delle bombe a mano che avevano rubato ai tedeschi. I partigiani informarono il comandante britannico che il ponte davanti a loro era stato minato e assediato dalle mitragliatrici tedesche. 
Comandante britannico era il tenente colonnello irlandese Michael Forrester (31 agosto 1917 – 15 ottobre 2006), al comando del 1/6° del Queen's Royal Regiment, meglio conosciuto come i "Topi del Deserto" (Desert Rats). Egli posizionò uno dei suoi carri armati all'altezza di una curva nella strada che portava in città nelle cui vicinanze c'era il ponte. Un tommy (soprannome che gli inglesi davano ai propri soldati) salì in cima a una casa per osservare di vedetta, individuando un cannone anticarro in piazza vicino al ponte, puntato su di loro. A questo punto un Bren Gun Carrier (piccolo veicolo corazzato cingolato inglese) espose il “naso di ferro” oltre la curva avanzando ma venendo subito raggiunto da raffiche di proiettili di mitragliatrice. 
Nel frattempo, alcuni italiani si offrirono di guidare un piccolo gruppo di soldati britannici per la città ritornando poi attraverso il fiume. Sopraggiunsero molti veicoli mentre un gruppo di ufficiali e soldati si era raccolto dietro un carro armato per discutere della situazione. Il tenente colonnello prese un tommy gun (soprannome inglese del mitra Thompson) e portò con sé due dei suoi uomini nella casa più vicina al ponte. Dal tetto, individuarono un cannone anticarro e un carro armato Mark III vicino al ponte. Aprirono il fuoco sui serventi al pezzo costringendoli a disperdersi. Anche il carro armato indietreggiò attraverso il ponte. A questo punto l'ufficiale scese giù e ordinò di convertire la casa in un posto di osservazione.
Nello stesso istante, una squadra mortai britannica si spostò iniziando a sparare lontano. Due soldati americani, S/Sgt. Don Graeber di Salt Lake City, e Pvt. John Priester di New York, erano seduti in una jeep a guardare il procedimento con molta attenzione. I due erano lì per riportare indietro i prigionieri tedeschi per l'interrogatorio. Gli inglesi stavano avendo la meglio sui tedeschi, così i Jerries (soprannome inglese per i soldati tedeschi) andarono via dal ponte. Il ponte non era stato minato, come si era temuto, ma c'erano diverse scatole di esplosivo ad alto potenziale sparse qua e là.
La battaglia si spostò così verso l'altro lato della città. Furono avvistati altri tre carri armati tedeschi mentre quelli britannici si preparavano ad affrontarli. Sul lato liberato del ponte, gli italiani stavano arrivando entusiasti dalle case trasportando frutta e vino. Attraverso il ponte la lotta era ancora in corso, ma i tedeschi iniziavano a soccombere.
Un gruppo di tre famosi corrispondenti di guerra seguì a piedi il corso della battaglia. Il Bren Gun Carrier li precedeva dietro l'angolo, ma fu completamente distrutto dal colpo di un carro tedesco Mark III e con esso i tre corrispondenti britannici rimasero uccisi.
Gli inglesi risposero al fuoco spingendo i tedeschi fuori da Scafati, in direzione di Napoli. Non appena l'ultimo carro armato tedesco ebbe lasciato la città, iniziò a cadere la pioggia che ebbe una sorta di effetto rilassante sulla cittadinanza. Finalmente i tedeschi erano andati via, ma erano rimaste le cicatrici della battaglia. Quindi furono esaminati gli edifici in frantumi e i corpi straziati che si trovavano nelle strade. Poi i cittadini tornarono tranquillamente alle loro case per riprendere le loro vite da dove erano state interrotte.
I tre corrispondenti di guerra che persero la vita erano Alexander Austin, Stewart Sale e William Munday. Le loro salme, alla fine del conflitto, furono trasportate nel Salerno War Cemetery, uno dei più grandi cimiteri di guerra inglese, che si trova a Salerno sulla Strada statale 18 presso Montecorvino Pugliano. Il cimitero ospita le spoglie di 1653 inglesi, 27 canadesi, 10 australiani, 3 neozelandesi, 9 sudafricani, 33 indiani, 111 non identificati per un totale di 1846 militari caduti in Italia Meridionale.
I tedeschi spinti verso Napoli passarono per il comune di Poggiomarino dove, nella scuola in contrada Tortorelle, avevano allestito un ospedale militare per i feriti. Nel cortile adiacente alla scuola vennero seppelliti i morti che successivamente, dopo la guerra, furono esumati e portati in patria.

### Simboli

Lo stemma della città

Il gonfalone della città

Lo stemma e il gonfalone del comune di Scafati sono stati concessi la prima volta con decreto del presidente della Repubblica del 5 aprile 1995. In seguito all'elevazione al rango di Città avvenuto nel 1997, gli attuali stemma e gonfalone della Città di Scafati sono stati concessi con decreto del presidente della Repubblica del 31 luglio 1997.

#### Stemma
Vi è rappresentata la torre merlata, eretta nel IX secolo in riva al fiume presso il ponte per difendere l'abitato dalle scorribande saracene, diventata simbolo del luogo e che fu abbattuta nei primi anni del XIX secolo, laddove sorge il Palazzo Mayer, attuale sede del municipio.

#### Gonfalone
Il gonfalone comunale costituisce il simbolo più elevato dell'istituzione locale. L'uscita del gonfalone dalla casa comunale e la sua esposizione in pubblico è limitata alle manifestazioni e cerimonie di elevato valore istituzionale e sociale e deve sempre essere autorizzata dal sindaco.

Il gonfalone della città di Scafati è di colore giallo a tinta unita.

### Onorificenze

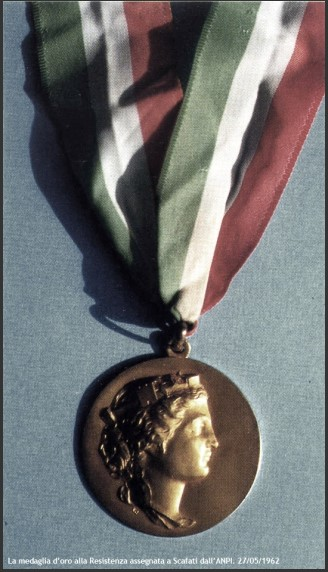
La medaglia d'oro alla resistenza, 1962

Scafati è tra le città decorate al valor militare per la guerra di liberazione, insignita di alcune onorificenze per i sacrifici delle sue popolazioni e per l'attività nella lotta partigiana durante la seconda guerra mondiale:

## Monumenti e luoghi d'interesse

### Architetture religiose

#### Santuario di Maria Santissima Incoronata dei Bagni
È costruito interamente in stile tardo-barocco napoletano, annunciando in diversi tratti anche un pieno stile rococò, che tuttavia influenzò in minor modo la regione. La facciata, che nelle diverse linee ondulate, per rientranze e sporgenze, risente pienamente del barocco, presenta un portale centrale e altri due minori che fanno accedere al sagrato del santuario; da qui si passa all'entrata. L'imponente struttura è costituita da tre navate ben sviluppate, di cui la principale è sormontata da un affresco raffigurante la Risurrezione di Cristo. Al di sopra dell'entrata vi è l'organo, decorato da porcellana e palme in bronzo, il tutto per accogliere le alte canne che si protendono verso l'alto, nel tipico stile del '600.
La bassa cupola è affrescata con scene della vita popolare, specialmente di scene della fonte miracolosa e dei miracoli operati dalla Madonna. Anche l'altare che ospita il bellissimo dipinto della Vergine dei Bagni è in pieno stile barocco, per la presenza dei coloratissimi marmi che si accomunano opportunamente ai due quadri del '900 ai lati del presbiterio. La caratteristica festa, verso la fine di maggio, è un'attrazione per tutta la piana: si organizza il classico carrettòn' 'e vagne e si rende omaggio alla Madonna alla miracolosa fonte dove circa 200 anni prima accaddero miracoli inspiegabili. Una tradizione vuole che, sempre durante la festa, si debba passare la mano sull'altare perché impregnato del sudore della Madonna.

#### Chiesa di Santa Maria delle Vergini

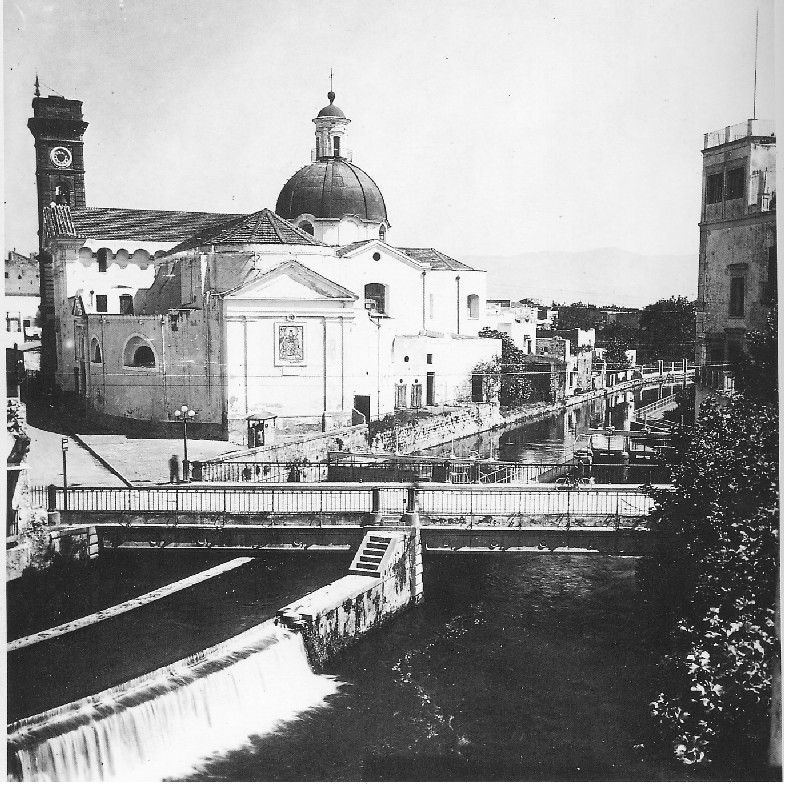
Scafati in una foto d'epoca

La Chiesa di Santa Maria delle Vergini è il più importante edificio di culto di Scafati. Costruita nel XV secolo, è in stile rinascimentale. La storia narra che la Madonna delle Vergini era destinata ad un paese diverso da Scafati, ma la statua, arrivata sul ponte, iniziò ad appesantirsi e i buoi che la trasportavano non riuscirono più a muoversi, così si decise di portare la statua nella vicina chiesa.

#### Chiesa della Madonna delle Grazie
Di chiaro stile rinascimentale la chiesa della Madonna delle Grazie, detta anche Madonna dei Muroli, è a croce latina a navata unica con una cupola bassa sul transetto; nell'area del presbiterio si innalza il trono di Santa Maria delle Grazie, dove si venera l'omonima statua che, secondo quanto vuole la leggenda, ha cacciato via tutti gli insetti che devastavano il raccolto. La statua è stata scolpita da scalpello anonimo, in legno policromo, attorno al 1700. La raffigurazione della Vergine è anomala, infatti la Madonna porge una mela al figlio che ha tra le braccia, mentre un angelo con due grappoli d'uva invita i fedeli all'adorazione.
La chiesa ospitava quadri e opere di pregevole fattura che sono andati persi con un furto agli inizi del Novecento. È molto spoglia anche se la navata centrale è decorata da altorilievi, come l'interno della cupola e il presbiterio. Nel transetto di sinistra si innalza l'altare privilegiato del Sacro Cuore di Gesù. La chiesa ha anche quattro cappelle lungo la navata centrale; a destra abbiamo la cappella del Crocifisso e quella di Sant'Antonio da Padova. A sinistra una nella quale c'è il confessionale e un'altra dove si venera san Giuseppe. Nel transetto di destra abbiamo l'Assunta e nel presbiterio San Vito e san Vincenzo Ferreri.

#### Chiesa di San Francesco di Paola
La piccola chiesa di San Francesco di Paola sorge nel bel mezzo del corso Nazionale; essa ha un'imponente facciata riccamente decorata risalente al XIX secolo. L'interno è a croce greca, il soffitto presenta affreschi con scene di vita di san Francesco ed una vetrata colorata sul lato destro. Anche se l'edificio è molto piccolo un tempo era il principale luogo dove si venerava il santo a Scafati (che poi è stato trasferito nella nuova chiesa); esso era posto sull'altare maggiore, oggi è luogo della venerazione del Santissimo Sacramento.

#### Nuova chiesa di San Francesco di Paola
La nuova chiesa di San Francesco di Paola a pianta centrale, è costituita da un corpo che va a restringersi man mano che si arriva al presbiterio. La parte iniziale è costituita in alto da una grande vetrata (presente anche sul lato destro) molto colorata e la parte bassa da grandi portoni riccamente decorati. La statua in legno policromo del santo è anonima e non si ha nessuna data su quando sia stata realizzata. Di pregevole fattura il quadro della vergine che si trova nella parte alta del lato sinistro. La chiesa di San Francesco di Paola è la più recente chiesa costruita a Scafati.

#### Abbazia di Santa Maria di Realvalle
Ciò che resta dell'antica struttura dell'abbazia di Santa Maria di Realvalle lo si può visitare a San Pietro. L'abbazia è stata per metà distrutta a causa di un disastroso terremoto nel 1564; essa fu costruita da Carlo I d'Angiò per celebrare la vittoria nella battaglia di Benevento nel 1270. La struttura è composta dal corpo dell'abbazia ed una chiesa, con stili architettonici che vanno dal gotico al barocco; la nuova abbazia sorta vicino a quella antica, è affidata alle suore francescane alcantarine. Oggi si trova in un grave stato di degrado ed è fortemente pericolante.

#### Chiesa di San Pietro Apostolo
Secondo alcuni studiosi nata sulle resta dell antica chiesa di San Pietro Apostolo ad Erceca presente dal X-XI secolo. L'antica chiesa di San Pietro Apostolo ad Erceca era governata dai monaci benedettini di Cassino (era infatti presente anche un convento), ed in quel periodo dipendeva dall'abbazia di Sant'Angelo in Formis.

#### Altre architetture religiose
- Chiesa di Sant'Antonio Vecchio, chiesa del XX secolo, eretta per volere popolare. Sulla facciata esterna nel 1980 è stata posta una lapide dedicata ad Antonio Testa, fautore principale della costruzione.
- Chiesa Croce Santa;
- Chiesa S. Francesco d'Assisi;
- Chiesa SS. Vergine del Suffragio;
- Chiesa San Vincenzo Ferreri (XX secolo).

### Architetture civili

#### Real Polverificio Borbonico
L'ex Real polverificio Borbonico è un'antica struttura dove si analizzava la polvere da sparo prima di passare nelle officine. Ferdinando II di Borbone, ultimo sovrano di Napoli, ne ordinò la costruzione nel 1851, con l’intenzione di sostituire la Real Fabbrica di Polveri e Nitri di Torre Annunziata nella produzione di polvere da sparo. La struttura è formata da una imponente facciata, con all'interno la cappella di santa Barbara patrona degli artificieri, oggi sconsacrata, è usata come auditorium. Nel febbraio 2017, parte del giardino retrostante, di 11 ettari, è stato soggetto ad un incendio.

#### Palazzo Mayer
Il palazzo Mayer era l'antica casa della famiglia Mayer, una delle più grandi famiglie tessili nella valle del Sarno. Costruito attorno al XIX secolo, oggi è la casa comunale.

#### Villa comunale
La Villa comunale o Parco Wenner, (prima metà dell'800) conserva un esemplare di Jubaea spectabilis che per dimensioni è il più grande in Europa .

#### Monumento ai Caduti
L'opera è stata realizzata dall'artista Francesco Jerace, originario di Polistena. Si trova tra via Roma e via Guglielmo Oberdan ed è composto da parti in marmo e bronzo.
Il monumento poggia su un basamento decorato con conchiglie e meduse, e si erge un gruppo scultoreo in bronzo. Questo gruppo è composto da due soldati in azione e dalla figura di una vittoria alata. La vittoria alata tiene un gladio e un ramoscello d'ulivo nelle mani, simboli di forza e pace.

#### Ponte sul fiume Sarno
Simbolo della città, anticamente il fiume era attraversato dal Pons Sarni, ponte in legno di età romana. Nel 1753 Pompeo Piccolomini, feudatario di Scafati, decise l’abbattimento dell’opera in legno e la costruzione di un ponte in muratura. Il fatto venne documentato da una lapide apposta sulla base del pilastro d'accesso.

## Società

### Evoluzione demografica
La Popolazione di Scafati ha registrato una crescita costante fino al 2011. Da quel momento si registra una diminuzione della popolazione.
Cronologia degli abitanti censiti

### Etnie e minoranze straniere
Secondo i dati ISTAT al 31 dicembre 2022 la popolazione straniera residente era di 2 122 persone. Le nazionalità maggiormente rappresentate in base alla percentuale sul totale della popolazione residente sono:
- Marocco		1021
- Ucraina		449
- Romania		176
- Bulgaria		127
- Cina			93
- Polonia		54

### Religione
La maggioranza della popolazione è di religione cristiana appartenente principalmente alla Chiesa cattolica; il territorio comunale ricade sotto la giurisdizione di 3 diocesi.
- La chiesa madre e la maggior parte delle parrocchie del comune sono amministrate dalla diocesi di Nola.
- La chiesa della Madonna dei Bagni è amministrata dalla diocesi di Nocera Inferiore-Sarno.
- La parrocchia del Sacro Cuore (Mariconda) è amministrata dall'arcidiocesi di Sorrento-Castellammare di Stabia.

L'altra confessione cristiana presente è quella evangelica con una comunità: Chiesa evangelica pentecostale ADI.
Fra altre confessioni religiose è presente anche quella dei testimoni di Geova con una Sala del Regno in cui si radunano quattro congregazioni (di cui anche una di Pompei). Ogni settimana la Sala del Regno di Scafati è frequentata in totale da circa 500 persone.

### Tradizioni e folclore

#### Forme di musica popolare
La "tammurriata" utilizza particolari strumenti musicali: la già citata tammorra, formata da una pelle tesa su un cerchio di legno su cui sono fissati dei sonagli detti "'e cicere" o "'e cimbale"; le castagnette o nacchere, intagliate nel legno e costituite da due parti unite fra loro da un cordoncino. In alcune zone le castagnette vengono distinte in "maschio" e "femmina" a seconda che vengano suonate rispettivamente con la destra o con la sinistra. «Questo esempio riporta ad un'antica simbologia del corpo secondo la quale l'uomo, il suo corpo in genere, è per metà maschile e per metà femminile. Una visione del genere, tipica del mondo antico ed orientale, si ritrova però anche nella concezione della divinità nel Meridione. Alcune Madonne, ad esempio, hanno nella raffigurazione iconografica il sole (sulla destra) e la luna (sulla sinistra), ovvero il "maschile" e il "femminile"» (Sergio De Gregorio, nell'opuscolo allegato all'LP Musica e canti popolari della Campania - vol. 1).
Alla tammorra e alle castagnette si possono aggiungere anche: il putipù o caccavella (tamburo a frizione costituito da una pentola di terracotta o scatola di latta ricoperta da una pelle, su cui è fissata una canna); il triccheballacche o scetavajasse (composto da tre martelletti di legno di cui quello centrale fisso, martelletti ai quali possono essere applicati anche dei sonagli); la tromba degli zingari o scacciapensieri o marranzano. Il rappresentante illustre della "Tammurriata" è Antonio Matrone ('O Lion) col suo gruppo definito "A Paranza do' Lione".
L'altra grande forma di musica popolare è "A Fronna e Limone" (fronda di limone). Quest'ultima è una particolare forma di canto campano, eseguito a distesa e senza accompagnamento strumentale.
Per quel che riguarda i testi, in genere si attinge ad un vasto repertorio di "fronne" che però, a seconda della circostanza, possono essere variate, rimescolate o improvvisate in parte dall'esecutore (e ciò avviene massimamente quando le "fronne" sono articolate tra due o tre persone che si rispondono e dialogano con tali canti). Per questa loro disponibilità al dialogo, le "fronne" sono state anche utilizzate come comunicazione con i carcerati. Infatti per il passato, era abbastanza frequente sentir cantare sotto le carceri alcuni tipi di "fronne", articolate da parenti o amici di reclusi. Spesso erano informazioni che si davano al carcerato, messaggi d'amore, parole di conforto, il tutto articolato con un linguaggio oscuro e gergale che sfuggiva anche alla comprensione dei secondini.
Nella tradizione più classica, esiste, un repertorio di "fronne" più ritualizzate, le cui tematiche si riferiscono all'amore, a fatti sessuali e alla morte. Il protagonista indiscusso di questa particolare forma di canto e "Zì Giannino Del Sorbo" senza ombra di dubbio il più grande frondaiolo vivente.

#### Festa di "Bagni"
Una festa considerata emblematica per tutto l'agro nocerino sarnese è la festa della "Madonna dei Bagni", si svolge a Bagni, località agricola situata in periferia di Scafati al confine con Angri.
Una festa tipicamante primaverile che si consuma nei suoi rituali nelle masserie dove si canta e si danza a ritmo di "tammorra" e "castagnette" (tamburo e nacchere). Scritti antichi ci riportano ai festeggiamenti per i quali la plebe rurale traeva ispirazione dalle "Feste Ilarie", che celebravano la morte e resurrezione di Attis. Antropologicamente nell'antichità pagana il dio della natura rinasce in questo periodo. Festeggiamenti quindi per l'alterna vicenda della natura che fiorisce a nuova vita. Morte e vita, nel mondo rurale si identificano: dalla morte del seme consegue la nascita della pianta. Altro elemento di vita è l'acqua. Su queste premesse si innesta il rito religioso che nei giorni della festa dell'Ascensione, sulla Statale 18, nei pressi del seicentesco Santuario, si celebra in onore della "Madonna dei Bagni". La festa, secondo autorevoli studiosi, rientra nel culto delle "Sette Madonne" in Campania. A Bagni, oltre al Santuario di S. Maria Incoronata dei Bagni, risalta la fonte ('o fuosso) che contiene l'acqua ritenuta miracolosa; dove una vecchietta intinge una penna di gallina nell'olio santo, unge e benedice la gente. Altre peculiarità del "fosso" sono: la camomilla, i papaveri e "'o Vacille cu' 'e rrose", bacinella con petali di rose maggiaiole che vengono, secondo la leggenda, benedetti da un "Angelo" che passa nei campi la notte precedente l'Ascensione, donando ai fiori tipici della festa proprietà taumaturgiche e purificatorie. Icona mobile della festa “Il Carrettone”. Anticamente i signorotti del napoletano raggiungevano Bagni con il "Bleak", vettura di lusso trainata da cavalli dove prendevano posto le "maeste ncannaccate", signore con vistosi gioielli al collo.
I contadini invece si servivano dei comuni carretti che per l'occasione "annoccavano" (addobbavano) con fronde e fiori di carta velina, per copertura, come riparo dal sole, venivano sistemate delle lenzuola. Da tali carretti deriva il nome "'O Carrettone 'e Vagne". Tale mezzo di viaggio, la cui ultima apparizione risaliva al lontano 1954, è stato riproposto, nel pieno rispetto dell'antica tradizione, dal 1982 al 1987, fino a quando la festa non ha subito un processo di trasformazione con l'immissione di elementi spurii che non hanno nessuna congruenza culturale - antropologica con la memoria autentica.
Il "Carrettone" era preceduto, nel suo "viaggio", da un folto gruppo di ragazzi che indossavano "antrite", collane di noccioline e castagne e che "guidavano" il tipico "chirchio", cerchio di bicicletta o di botte, anch'esso "annoccato" con fiori di carta, penna di gallina e immaginetta della Madonna.
La Festa della Madonna dei Bagni conserva oggi il suo fascino in ragione delle esibizioni spontanee della gente che rimane protagonista autentica quando accompagnandosi con le inseparabili "castagnette" si disinibisce e si esprime a lungo in una frenetica "tammurriata" collettiva.

## Cultura

### Musica
Scafati si contraddistingue per la sua profonda e radicata tradizione di musica popolare: nelle sue periferie ancora a vocazione fortemente agricola, si conservano la suggestioni della "Tammurriata" che prende il nome dal tamburo che scandisce il ritmo, detto "tammorra" o "tammurro".

### Film e Serie tv
- A Scafati sono state girate delle scene del film Bob & Marys - Criminali a domicilio in Piazza Vittorio Veneto e all'interno della Chiesa di Santa Maria delle Vergini.
- A Scafati è stato girato quasi interamente il primo episodio della serie Missione Fashion Style, con protagonista Federico Lauri e con l'aiuto di Ginta Biku, in un negozio di parrucchiere situato nel comune. La serie va in onda su Real Time.

## Geografia antropica
L'antico centro cittadino si sviluppa a ridosso del fiume Sarno. Qui vi troviamo la piazza Vittorio Veneto su cui affaccia la chiesa di Santa Maria delle Vergini, patrona della città.
Da piazza Vittorio Veneto parte la strada più importante della città che la congiunge con il centro della vicina città di Pompei, un rettilineo denominato fino al confine tra le città Corso Nazionale.
Sempre da piazza Vittorio Veneto, attraversando il ponte sul fiume, a pochi metri è possibile raggiungere il palazzo della Casa Comunale denominato Palazzo Mayer. Alle spalle di quest'ultimo si trova la Villa Comunale chiamata Parco Wenner.
Parallelamente a Corso Nazionale, corre una strada chiamata via Martiri d'Ungheria.
Il centro storico, che si sviluppa dei dintorni della piazza Vittorio Veneto è denominato quartiere Vitrare, poiché nel 1700 gran parte degli abitanti erano dediti alla vetrificazione delle stoviglie di terracotta.
 
Il manufatto di terracotta (stoviglie, tegami etc.) veniva calato a mano in una tinozza, al cui interno c'era un composto di piombo (l'abbaiacca), e poi veniva infornato ad altissime temperature.

### Frazioni
La città è suddivisa in varie frazioni:
- Bagni;
- Sant'Antonio Vecchio;
- Mariconda;
- Mortellari;
- San Pietro
- San Vincenzo;
- Trentuno;
- Ventotto;
- Marra-Zaffaranelli.

Le due frazioni "Ventotto" e "Trentuno" si chiamano in tal modo, poiché si fa riferimento alla numerazione delle cabine dell'acqua che anticamente servivano per irrigare i campi, che si trovavano lungo l'ex canale Conte di Sarno.

## Infrastrutture e trasporti

### Strade
Le principali strade extraurbane che attraversano il territorio sono:
- Strada Statale 18 Tirrena Inferiore
- Strada Provinciale 5 Pendino-Bivio San Marzano (Confine Poggiomarino).
- Strada Provinciale 127 Innesto SP 5 (S.Marzano)-Trav. Badia-via Torino-Innesto SP 96 (Tricino).
- Strada Provinciale 185 Via Longa-Innesto SS 18-Ortoloreto-Ortalonga-Innesto SS 367.
- Strada Provinciale 287 Innesto SS 18 (Scafati)-confine centro abitato di Angri.
- Strada Statale 268 del Vesuvio (Scafati)

### Ferrovie
È servita dalle seguenti linee ferroviarie:
- Linea Napoli-Pompei-Poggiomarino della rete Circumvesuviana mediante la stazione di Scafati e la stazione San Pietro
- Linea Napoli-Salerno della rete RFI mediante la stazione di Scafati.

Fra il 1911 e il 1952 Scafati era servita dalla tranvia Salerno-Pompei, esercita dalla società Tranvie Elettriche della Provincia di Salerno (TEPS).

## Amministrazione
| Periodo          | Periodo          | Primo cittadino                              | Partito       | Carica                    | Note   |
| ---------------- | ---------------- | -------------------------------------------- | ------------- | ------------------------- | ------ |
| 20 novembre 1994 | 29 Novembre 1998 | Nicola Pesce                                 | PDS / DS      | Sindaco                   |        |
| 29 novembre 1998 | 10 giugno 2003   | Nicola Pesce                                 | PDS / DS      | Sindaco                   |        |
| 10 giugno 2003   | 15 aprile 2008   | Francesco Bottoni                            | DS            | Sindaco                   |        |
| 15 aprile 2008   | 23 maggio 2013   | Angelo Pasqualino Aliberti                   | PdL           | Sindaco                   |        |
| 23 maggio 2013   | 20 dicembre 2016 | Angelo Pasqualino Aliberti                   | PdL           | Sindaco                   |        |
| 20 dicembre 2016 | 27 gennaio 2017  | Vittorio Saladino                            |               | Commissario prefettizio   | [ 20 ] |
| 27 gennaio 2017  | 10 giugno 2019   | Giorgio Manari Vincenzo Greco Rosanna Sergio |               | Commissione straordinaria | [ 20 ] |
| 10 giugno 2019   | 1 febbraio 2023  | Cristoforo Salvati                           | Centro-destra | Sindaco                   |        |
| 1 febbraio 2023  | 5 giugno 2023    | Antonio D'Acunto                             |               | Commissario prefettizio   | [ 22 ] |
| 5 giugno 2023    | in carica        | Angelo Pasqualino Aliberti                   | Centro-destra | Sindaco                   |        |

## Sport
Scafati ha alle sue spalle una forte tradizione sportiva, che si esprime in differenti discipline, tra le più rilevanti calcio, pallacanestro e pallamano.
In occasione dei XX Giochi Olimpici Invernali di Torino 2006 la fiamma olimpica attraversò le vie della città.
Scafati è stata proclamata Città Europea dello Sport per l'anno 2016 dall'ACES (Associazione delle Capitali Europee dello Sport).

### Calcio
La principale squadra di calcio della città è la Scafatese Calcio 1922, che conta anche due partecipazioni in Serie B.

### Pallacanestro
La squadra di pallacanestro è la società Scafati Basket 1969, tra le principali dell'Italia meridionale, che conta cinque partecipazioni in Serie A.

### Pallamano
La compagine di pallamano Cierre Scafati è stata campione d'Italia nella stagione 1983-1984.

### Altri Sport
Altri sport praticati sono la pallavolo e il calcio a 5, nel comune infatti ha sede una società femminile di pallavolo: la Volley Scafati fondata nel 1967. 
Dal 2015, presso il Centro Sportivo Gymnasium, la città ospita il trofeo di Nuoto per Salvamento "Trofeo Gymnasium Scafati".

### Impianti sportivi
- Stadio 28 settembre 1943
- PalaMangano, con una capienza di 3700 spettatori.
- PalaGymnasium